# Марк Дайно
Марк Дайно (англ. Mark Daigneault; нар. 12 серпня 1985) — американський професійний баскетбольний тренер, який є головним тренером команди НБА «Оклахома-Сіті Тандер». Дайно нині (2021) наймолодший діючий головний тренер НБА.